# Naz Hillmon
Nazahrah Ansaria Hillmon (ur. 5 kwietnia 2000 w Cleveland) – amerykańska koszykarka, występująca na pozycji silnej skrzydłowej, obecnie Atlanty Dream.
Jej matka NaSheema grała w koszykówkę na uczelni Vanderbilt, a następnie w lidze American Basketball League (ABL), w drużynie Nashville Noise.

## Osiągnięcia
Stan na 5 marca 2023, na podstawie, o ile nie zaznaczono inaczej.

### NCAA
- Uczestniczka rozgrywek:
  - Elite 8 turnieju NCAA (2022)
  - Sweet 16 turnieju NCAA (2021, 2022)
  - II rundy turnieju NCAA (2019, 2021, 2022)
- Koszykarka roku konferencji Big 10 (2021)
- Najlepsza:
  - pierwszoroczna koszykarka sezonu konferencji Big 10 (2019)
  - rezerwowa sezonu konferencji Big 10 (2019)
- Sportsmenka roku Michigan (2021)
- Zaliczona do:
  - I składu:
    - All-American (2021, 2022)
    - Big Ten (2019–2022)
    - defensywnego Big Ten (2022)

  - składu Academic All-Big Ten (2020–2022)
- Liderka:
  - wszech czasów konferencji Big 10 w liczbie zbiórek w ataku (507)
  - Big 10 w:
    - średniej zbiórek (2021 – 11,4)
    - liczbie:
      - zbiórek:
        - 2021 – 251
        - ofensywnych (2020 – 137, 2021 – 106)

      - celnych rzutów z gry (2020 – 221)

### Reprezentacja
Seniorek
- Mistrzyni Ameryki (2021)

Młodzieżowe
- Mistrzyni:
  - świata U–19 (2019)[4]
  - Ameryki U–18 (2018)